# نهطاي
نهطاي إحدى قرى مركز زفتى التابع لمحافظة الغربية بجمهورية مصر العربية، ومن أعلامها محمود أبو زيد وزير الري والموارد المائية الأسبق.

## التاريخ
قرية نهطاي من القرى القديمة، حيث وردت باسم «نهطيه» في أعمال جزيرة قوسينا ضمن قرى الروك الصلاحي التي أحصاها ابن مماتي في كتاب قوانين الدواوين، كما وردت باسم «نهطايه» في أعمال الغربية ضمن قرى الروك الناصري التي أحصاها ابن الجيعان في كتاب «التحفة السنية بأسماء البلاد المصرية». وفي تاريخ 1228هـ/1813م الذي عدّ قرى مصر بعد المسح الذي قام به محمد علي باشا باسم «نهطاي» ضمن قرى مديرية الغربية.

## السكان
بلغ عدد سكان نهطاي 15,788 نسمة حسب تقدير عام 2018.
| السنة  | 1882 | 1897 | 1907 | 1927 | 1947 | 1960 | 1976 | 1986 | 1996   | 2006   | 2018   |
| ------ | ---- | ---- | ---- | ---- | ---- | ---- | ---- | ---- | ------ | ------ | ------ |
| القرية | 2526 | 3460 | 2982 | 4381 | 4691 | 5557 | 6967 | 9025 | 10,607 | 12,400 | 15,788 |